# محسن دیانی
محسن دیانی (زاده ۲۶ مهر ۱۳۷۵ - تهران) بازیکن فوتبال اهل ایران است.
محسن در سن ۱۵ سالگی به عضویت در باشگاه نوجوانان سایپا درآمد و بعد از دو سال بازی در رده نوجوانان توسط علی دوستی مهر برای بازی‌های آسیایی به اردوی تیم ملی نوجوانان کشور دعوت شد.
وی سابقه حضور در اردوی تیم ملی جوانان با سر مربی گری می‌آخوری را نیز دارا می‌باشد. او با تلاش فراوان توانست قابلیت‌های خود را نشان دهد و با نظر مجید جلالی به تیم بزرگسالان سایپا دعوت شد. بعد از آن با تمرینات مستمر در این تیم توانست نظر کادر تیم پیکان را جلب کند و به این تیم بپیوندد.
محسن بعد از انجام ۱۵ بازی و به ثمر رساندن ۳ گل ملزم به ترک تیم برای حضور در دوره نظام وظیفه و سربازی شد؛ و در تیم نیروی زمینی فوتبالش ادامه را داد و بعد از پایان دوره سربازی توانست به تیم دسته سوم از کشور ترکیه به نام یالو وا اسپورت بپیوندد.

## عملکرد حرفه‌ای

### باشگاه فوتبال سایپا تهران
محسن دیانی از ۲۰۰۹ تا ۲۰۱۱ در تیم سایپا بازی کرد.
در مجموع ۶ سال در تیم سایپا بود و برای این تیم بازی کرد

### باشگاه فوتبال داماش گیلان
به مدت یک سال در تیم داماش گیلان پا به توپ شد و ۱۵ بازی به میدان رفت و ۵ گل برای تیم فوتبال داماش گیلان را به نام خود ثبت کرد.

### بازگشت مجدد به باشگاه فوتبال سایپا تهران
وی از ۲۰۱۲ مجدد به تیم سایپا بازگشت و تا ۲۰۱۴ برای تیم سایپا بازی کرد

### باشگا فوتبال پیکان تهران
محسن دیانی سال ۲۰۱۴ از سایپا جدا شد و به تیم پیکان پیوست و به مدت یکسال برای پیکان بازی کرد.در تیم پیکان ۱۷ بازی به میدان رفت و ۲ گل زد.

## آمار حرفه ای باشگاهی
| باشگاه | دسته     | فصل     | لیگ  | لیگ | جام حذفی | جام حذفی | آسیا | آسیا | دیگر | دیگر | مجموع | مجموع |
| باشگاه | دسته     | فصل     | بازی | گل  | بازی     | گل       | بازی | گل   | بازی | گل   | بازی  | گل    |
| ------ | -------- | ------- | ---- | --- | -------- | -------- | ---- | ---- | ---- | ---- | ----- | ----- |
| سایپا  | لیگ برتر | ۹۱–۱۳۹۰ | ۰    | ۰   | ۰        | ۰        | ۰    | ۰    | –    | –    | ۰     | ۰     |
| سایپا  | لیگ برتر | ۹۲–۱۳۹۱ | ۰    | ۰   | ۰        | ۰        | –    | –    | –    | –    | ۰     | ۰     |
| سایپا  | لیگ برتر | ۹۳–۱۳۹۲ | ۰    | ۰   | ۰        | ۰        | –    | –    | –    | –    | ۰     | ۰     |
| سایپا  | مجموع    | مجموع   | ۰    | ۰   | ۰        | ۰        | ۰    | ۰    | –    | –    | ۰     | ۰     |
| داماش  | لیگ برتر | ۹۴–۱۳۹۳ | ۰    | ۰   | ۰        | ۰        | –    | –    | –    | –    | ۰     | ۰     |
| پیکان  | لیگ برتر | ۹۶–۱۳۹۵ | ۰    | ۰   | ۰        | ۰        | ۰    | ۰    | –    | –    | ۰     | ۰     |
| مجموع  | مجموع    | مجموع   | ۰    | ۰   | ۰        | ۰        | ۰    | ۰    | –    | –    | ۰     | ۰     |

## عملکرد ملی

### نوجوانان جوانان
محسن دیانی در تیم ملی نوجوانان ۳ بازی به میدان رفت و در ترکیب ملی پوشان قرار گرفت.